# Anna Christina Bentes
Anna Christina Bentes (1963) é uma linguista e professora universitária brasileira conhecida por seus trabalhos sobre linguística textual, sociolinguística, análise do discurso e linguística aplicada. Bentes é doutora pela Universidade Estadual de Campinas, onde leciona desde 2001, pós-doutora pela Universidade da Califórnia em Berkeley, pesquisadora da Fundação de Amparo à Pesquisa do Estado de São Paulo e bolsista de produtividade do Conselho Nacional de Desenvolvimento Científico e Tecnológico.